# Webera manca
Webera manca là một loài rêu trong họ Bryaceae. Loài này được Müll. Hal. Kindb. mô tả khoa học đầu tiên năm 1889.